# Helmut Beran
Helmut Beran (* 1. November 1939 in Linz) ist ein österreichischer Statistiker. Er war bis zu seinem Ruhestand Professor an der Technisch-Naturwissenschaftlichen Fakultät der Johannes Kepler Universität in Linz. Seine Forschungsgebiete waren angewandte Statistik, statistische Ökologie sowie Biometrie.

## Leben
Nach dem Realgymnasium 1950–1958 in Linz studierte Beran Physik und Mathematik an der Universität Wien. Er promovierte 1965 zum Dr. phil. Während seiner Doktorandenzeit, 1964–65, war er am IBM-Laboratorium in Wien tätig. 1966–67 war er Forschungsstipendiat der DFG an der Statistischen Abteilung des Instituts für Gesellschafts- und Wirtschaftswissenschaften der Universität Bonn.
Im Jahr 1967 kam er schließlich an die Johannes Kepler Universität in Linz. Er erhielt eine Stelle am Institut für Systemwissenschaften. Er habilitierte sich 1988 mit dem Thema Integrale Forschungsstatistik unter Berücksichtigung der Angewandten Statistik. Nach einer Gastprofessur 1990–91 an der Universität Innsbruck erfolgte 1993 seine Ernennung zum Universitätsprofessor in Linz. Er war Vorstand der Abteilung für Angewandte Systemforschung und Statistik.
Im Oktober 2005 erfolgte sein Übertritt in den Ruhestand.